# Zéphir Busine
Pour les articles homonymes, voir Busine.
Zéphir Busine est un peintre, sculpteur, céramiste, décorateur monumental, auteur de vitraux et de tapisseries belge, né le 31 octobre 1916 à Gerpinnes et mort à Mons le 24 février 1976.

## Biographie

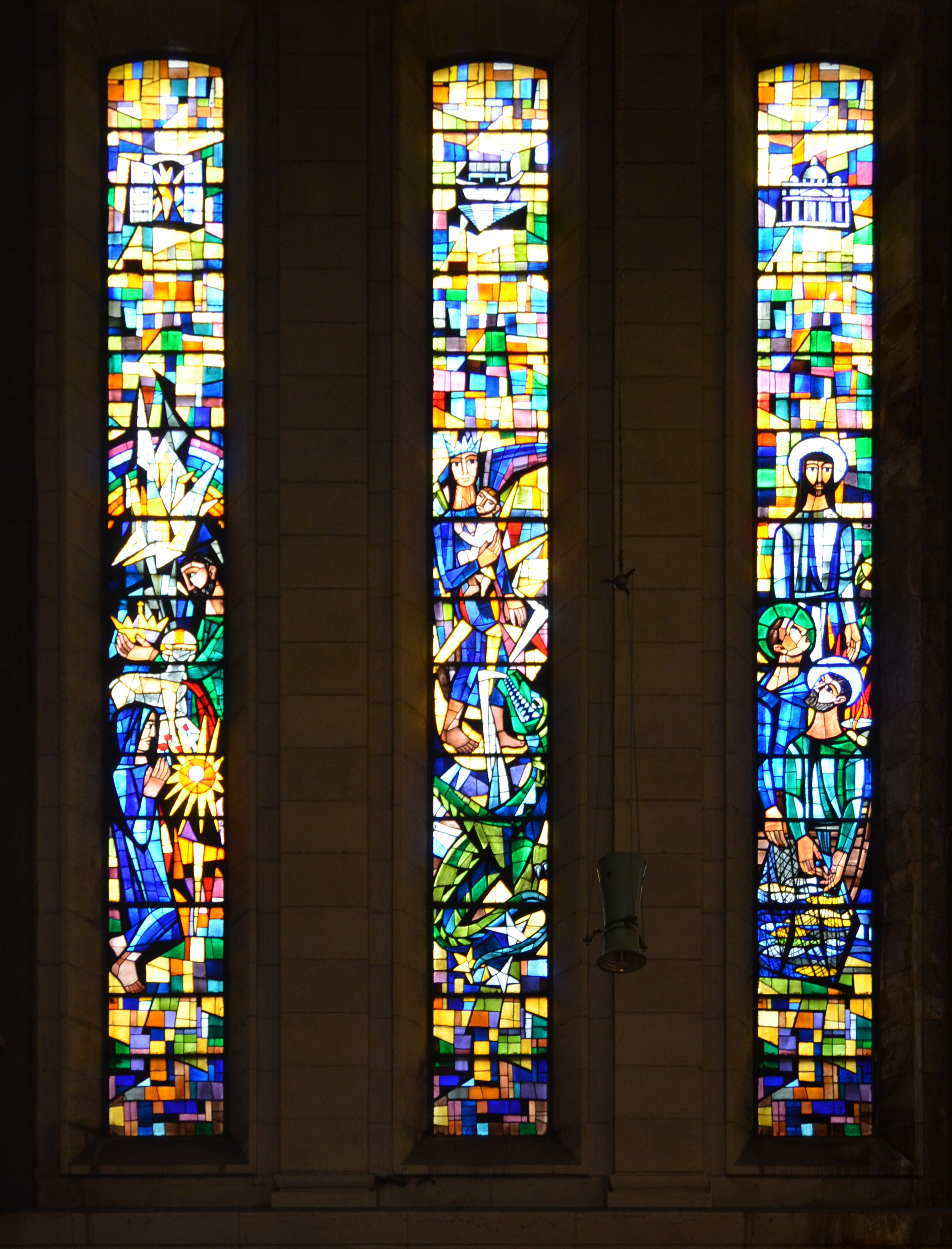
Vitraux situés à gauche de la nef de l'église Saint-Christophe de Charleroi, en collaboration avec Georges Boulmant.

Zéphir Busine nait le 31 octobre 1916 à Gerpinnes. Son père, Allard, est instituteur au hameau d'Hymiée. Sa mère, Ermeline Jugnon, est femme au foyer. Zéphir est le cadet d'un fratrie de deux filles et de deux garçons.
Élève, ses centres d'intérêts sont orientés vers les activités manuelles. Il s'intéresse à la peinture de l'abbé Georges Groulx, curé à Hymiée, aquarelliste amateur mais d'un certain talent. Celui-ci donne quelques leçons à Zéphir et lui offre une boîte de couleurs quand il voit que le garçon, qui essaie à son tour de peindre, ne manque pas de talent. Après deux années d'enseignement secondaire à Florennes, son père l'envoi faire des études d'arts décoratifs à l'école Saint-Luc à Tournai. Durant sept ans, de 1929 à 1936, il va y acquérir une bonne maîtrise des techniques classiques : composition, modelage, moulage et taille directe. Revenu dans sa famille, il s'installe avec ses parents, retraités, à Acoz où son frère Gaston a été nommé instituteur. Zéphir réalisera des décors de théâtre pour la troupe animé par son frère et commence à peindre dans une manière post-cézanienne. Il expose dans divers salons de Charleroi et de Châtelet où l'accueil de la presse est favorable. Il se lie d'amitié avec Marcel Gibon, Jo Delahaut et Gustave Camus.
En août 1939, Zéphir Busine est mobilisé mais échappe à la déportation après la campagne des 18 jours . Il revient à Acoz où il peint, exécute des tâches ménagères et travaille à l'usine sidérurgique de Thy-le-Château pour éviter le Service du travail obligatoire.
Le 19 avril 1947, il épouse Marie Streff et s'installe à Mons où il retrouve Georges Boulmant qu'il avait connu à l'école Saint-Luc. Ensemble ils réalisent, principalement pour des églises, des décorations murales, des vitraux, des dinanderie et des sculptures en pierre. Pour répondre à l'invitation du brasseur Émile Cavanaile, mécène qui voulait relancer la céramique dans la région de Dour, ils fondent ensemble le groupe « Hadès » qui prendra par la suite le nom de « Céramique de Dour ».

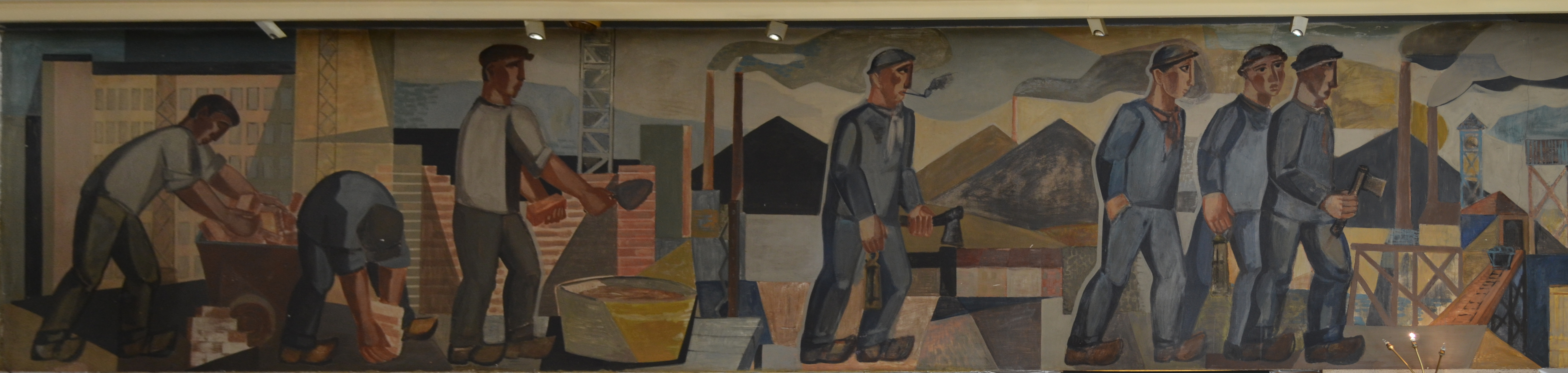
Peinture murale réalisée en collaboration avec Georges Boulmant dans café de Notre Maison à Charleroi. L'œuvre a été restaurée en 2023 grâce à un financement participatif.

En collaboration avec Georges Boulmant, il décore, entre-autres, la chapelle Notre-Dame-de-la-Brouffe de Mariembourg (1950), sculpte le Monument aux morts d'Acoz (1951) et le chemin de croix de l'église Notre-Dame de la Patience à Châtelet (1952), conçoit des verrières et des vitraux pour l'église Saint-Laurent de Couillet (1950), en 1953 il va réaliser avec son ami Georges Boulmant; une peinture murale qui représente une partie des métiers qui ont fait la prospérité socioéconomique de la région carolo.
l'église Saint-Étienne d'Athus (1954), le Gouvernement provincial du Hainaut à Mons (1956) et l'église Saint-Christophe de Charleroi (1957). « Les œuvres oscillent alors entre une figuration religieuse très simplifiée et des tentatives plus abstraites. ».
Tous les deux seront sollicités par Jacques Dupuis pour participer à la décoration de certains pavillons de l'Exposition universelle de 1958. Sur ce projet, ils ne travailleront pas ensemble.
Après cette exposition, Zéphir Busine participe à la relance de la verrerie de Boussu pour laquelle il conçoit des verres non taillés qui obtiennent un vif succès.
Il continue dans le même temps à peindre et reçoit en 1958, le prix Anto Carte, décerné pour la première fois. C'est en même temps une consécration et un coup de pouce important. 
En septembre 1959, Gustave Camus, frappé d'un deuil, prend un mois de congé à l'Académie des beaux-arts de Mons et sollicite Busine pour le remplacer. Peu de temps après, il reçoit le poste vacant de professeur d'arts graphiques dans cette Académie. La stabilité matérielle que lui procure cette charge d'enseignant lui donne plus de temps pour peindre. 
À partir de cette époque, il participe à de nombreuses expositions collectives et particulières en Belgique et à l'étranger. En 1964, il participe à la fondation du groupe « Hainaut 5 » avec Gustave Camus, Roger Dudant, Gustave Marchoul et Jean Ransy. Il y sera particulièrement actif quant à l'organisation pratique. 
Attentif à valoriser les jeunes artistes, il crée au sein du Rotary Club de Mons, le concours « La main et l'esprit ». 
Il meurt le 24 février 1976 à Mons.